# Pernik-Halbinsel
Die Pernik-Halbinsel (bulgarisch полуостров Перник poluostrow Pernik) ist eine vereiste und 40 km lange Halbinsel an der Loubet-Küste im Osten des Grahamlands auf der Antarktischen Halbinsel. Sie wird begrenzt durch die Darbel Bay im Nordosten, den Lallemand-Fjord im Westen und dem Crystal Sound im Nordwesten, während ihr nördlicher Teil von den Protector Heights dominiert wird. 
Der British Antarctic Survey kartierte die Halbinsel im Jahr 1976. Die Kommission für Antarktische Geographische Namen benannte sie am 14. September 2010 nach der bulgarischen Stadt Pernik.